# AgD 세우타
AgD 세우타(스페인어: Agrupación Deportiva Ceuta)는 스페인 세우타를 연고로 하는 축구단이다. 1969년에 창단되어 1991년에 해단되었으며, 6,500명을 수용할 수 있는 에스타디오 알폰소 무루베에서 홈 경기를 치렀다.

## 역대 감독
| 감독                     | 임기        |
| ------------------------ | ----------- |
| 라파엘 알카이데 크레스핀 | 1998 ~ 1999 |